# Mogens Ove Madsen
Mogens Ove Madsen (født 1954 i Dronninglund) er en dansk politiker samt lektor og studienævnsformand for oecon-uddannelsen og tidligere formand for Akademisk Råd, Aalborg Universitet. Han er uddannet cand. samf. øk.

## Politiske hverv
Han er aktiv i dansk politik, først i Radikal Ungdom, hvor han var politisk næstformand i 1976-77, derefter i Socialdemokratiet, som han forlod i 2001 til fordel for SF. I 2012 vendte han tilbage til Socialdemokratiet. Madsen sad i kommunalbestyrelsen i Nibe Kommune fra 1998 frem til kommunen blev lagt sammen med Hals, Sejlflod og Aalborg kommune. Som socialdemokrat var han stedfortræder i Europaparlamentet. I SF har han været medlem af hovedbestyrelsen og folketingskandidat i Frederikshavnkredsen. I 2009 blev han valgt til regionsrådet i Region Nordjylland, hvor han er formand for udvalget for Specialsektoren og medlem af det rådgivende udvalg for medicin.
Tidligere formand for Akademisk Råd, Det samfundsvidenskabelige Fakultet, Aalborg Universitet og formand for Oecon-studienævnet, Aalborg Universitet. 
Genvalgt til regionsrådet i Region Nordjylland for perioden 2018-2021 og her formand for Akut- og Praksisudvalget  
Madsen er valgt til:
- Kommunalbestyrelsen i Nibe Kommune i 1998 for Socialdemokratiet.
- Kommunalbestyrelsen i Nibe Kommune i 2002 for SF.[4]
- Regionsrådet i Region Nordjylland i 2009 for SF.[5]
- Regionsrådet i Region Nordjylland i 2017 for Socialdemokratiet.[6]

## Privatliv
Madsen er gift med Hanne Dahl, der er dompræst i Budolfi Kirke, Aalborg. Parret har sammen en datter.

## Tidligere fagpolitiske hverv
- Formand for Undervisnings og Forskningsudvalget i Djøf
- Medlem af Hovedbestyrelsen og Forbundets repræsentantskab i Djøf
- Medlem af Overenskomstforeningens bestyrelse, Djøf
- Medlem af Undervisnings- og Forskningsudvalget i AC
- Medlem af det permanente forhandlingsudvalg på universitetsområdet (FUF)
- Repræsenteret i Videnskabsministeriets Dialogforum
- Medlem af redaktionen for Forskerforum
- Repræsenteret i Forskeralliancen

Han var medredaktør af "Kritik af Magtudredningen"
Har udgivet en række bøger, senest Universitetets død (2009), der er udkommet på forlaget Frydenlund.

## Udgivelser
Velfærd i ØMU-klemme, 2000
Universitetets død, 2009